# Pinselgespräch

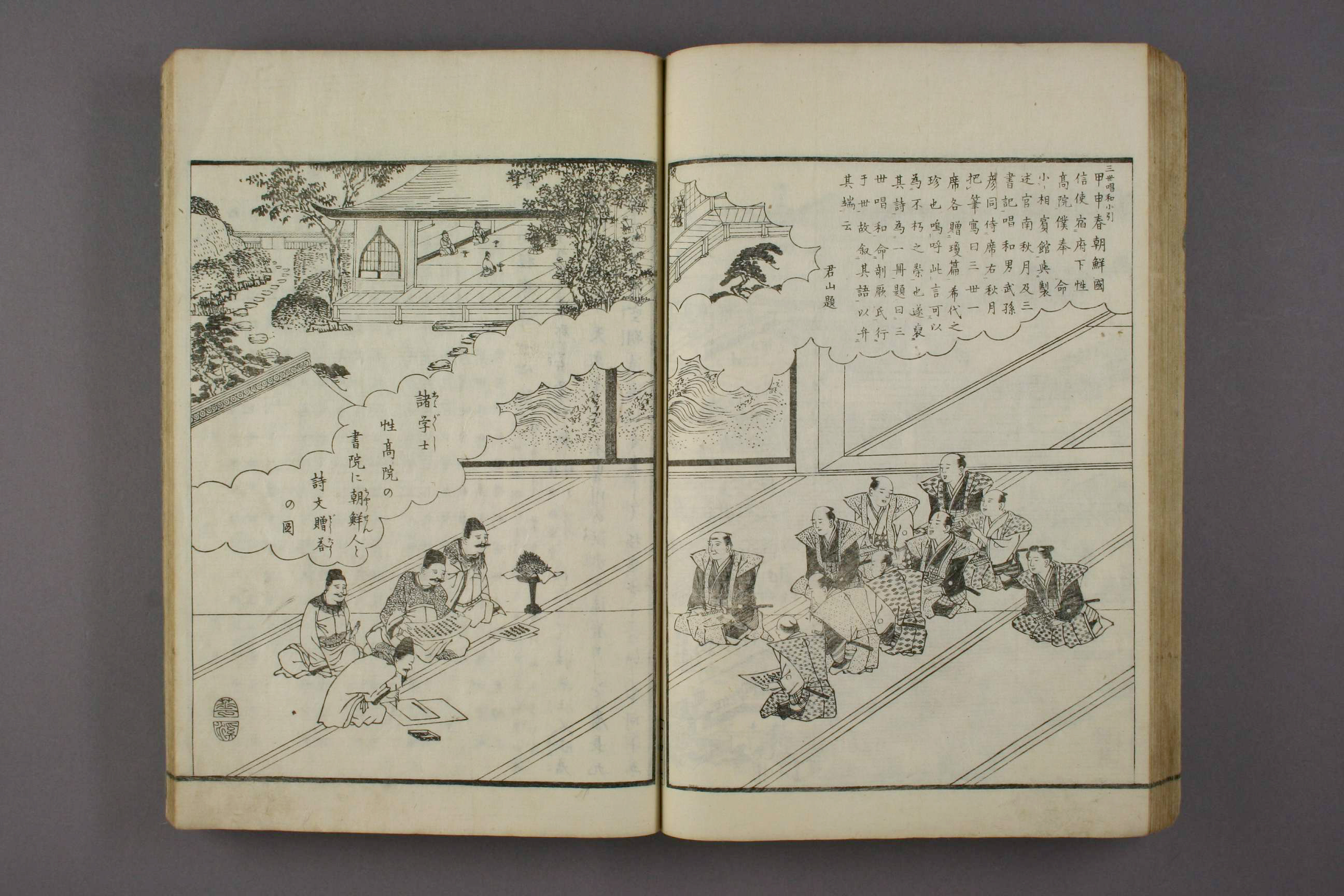
Japanische Gelehrte tauschen mit koreanischen Besuchern im Shōkoku-ji Gedichte auf Chinesisch aus, Darstellung aus 1844

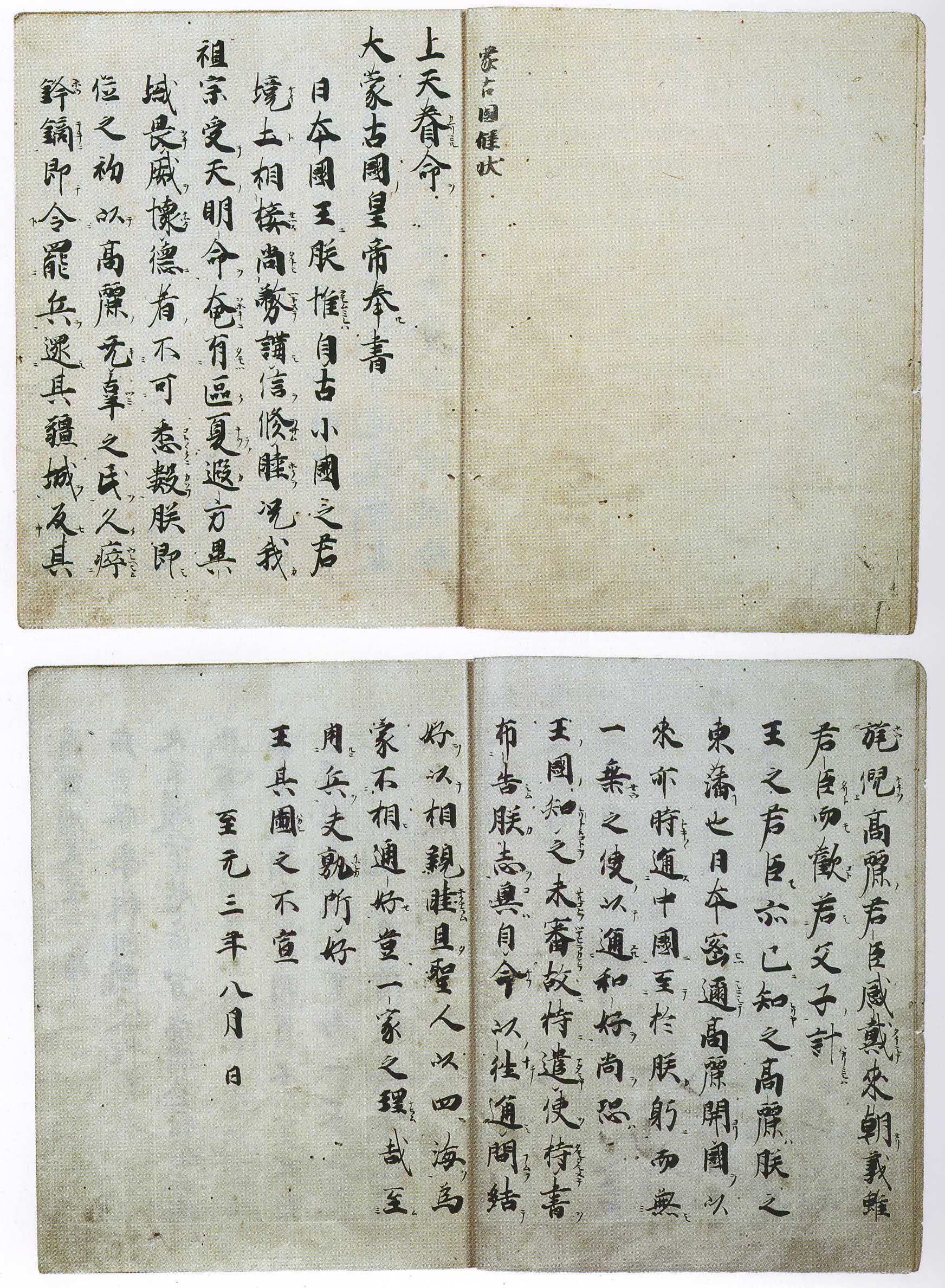
Vor der Mongoleninvasionen in Japan schrieb Khublai Khan einen Brief an den Kaiser von Japan, obwohl keiner von beiden Chinesen waren.

Ein Pinselgespräch (chinesisch 筆談 / 笔谈, Pinyin bǐtán) bezeichnet die schriftliche Kommunikation des Klassischen Chinesisch innerhalb der Sinosphäre, also insbesondere China, Japan, Korea und Vietnam, die bis ins 20. Jahrhundert hinein gebräuchlich war.

## Funktionsweise
Aufgrund des kulturellen Einflusses des Kaiserreichs Chinas entwickelte sich das klassische Chinesisch ähnlich wie das Latein in Europa zu einer  allgemeinen Schriftsprache in Ostasien, in der Gelehrte verschiedener Länder miteinander kommunizierten. Um eine lingua franca im engeren Sinne handelt es sich aber nicht, da das klassische Chinesisch nicht gesprochen wurde.
Zusätzlich übernahmen andere Völker die chinesische Schrift, um ihre eigenen Sprache zu verschriftlichen. So entwickelte sich die schriftliche Form des klassischen Chinesischen zu einer allgemeinen Diplomatensprache. Da sich die chinesischen Dialekte nur begrenzt untereinander verständlich waren und auch verschiedene Staaten ihre eigenen Lesungen der chinesischen Schrift besaßen, konnte man in der Regel nur schriftlich miteinander kommunizieren. Erschwerend kam hinzu, dass durch die sprachliche Entwicklung viele Schriftzeichen nahezu homophon gelesen wurden und damit Texte kaum verständlich sind, wenn man sie vorliest; ein gutes Zeugnis dafür ist das Gedicht Löwenessender Dichter in der Steinhöhle.
Eine Konversation lief daher im Stillen ab und es wurde mit Pinsel und Papier (oder anderen zur Verfügung stehenden Schreibwerkzeugen) Nachrichten ausgetauscht. Ein Pinselgespräch zu führen, diente nicht nur zur Kommunikation, sondern war vielmehr auch eine Demonstration, gelehrt in der chinesischen Sprache und somit Teil der „zivilisierten“ Sinosphäre zu sein. Als Teil davon war es üblich, dass Diplomaten untereinander Gedichte, die im klassischen Chinesisch geschrieben wurden, austauschten. Daneben konnten keine Übersetzer die zu übermittelnden Nachrichten verfälschen und die gesamte Konversation war nach dem Ende des Gespräches sofort aufgezeichnet.

## Geschichte
Wann die ersten Pinselgespräche stattfanden, ist nicht mehr festzustellen. Internationale Diplomatie wurde mindestens seit der Sui-Dynastie auf diese Weise betrieben. Eine der ältesten Erwähnungen in der Literatur stammt vom japanischen Diplomaten Ono no Imoko. Er war 1094 als Teil einer Gesandtschaft in China. Ein Ziel der Reise war das Beschaffen von buddhistischen Sutras. In einem bestimmten Fall traf Ono no Imoko drei alte Mönche. Da sie keine gemeinsame Sprache hatten, führten sie während ihrer Begegnung ein „stillen Gespräch“, indem sie mit einem Stock chinesische Schriftzeichen auf den Boden schrieben.
Erst im 19. Jahrhundert begann das Pinselgespräch an Bedeutung zu verlieren. Mit den politischen Umwälzungen Ostasiens (Opium-Kriege, Meiji-Restauration) begannen die Staaten langsam, sich den diplomatischen Gepflogenheiten des Westens anzupassen, worunter auch das Entsenden diplomatischer Gesandtschaften und Übersetzer zählten, die eine Schriftkommunikation überflüssig machten. Pinselgespräche fanden aber noch bis weit ins 20. Jahrhundert statt.